# Myosotis discolor subsp. dubia
Myosotis discolor subsp. dubia é uma subespécie de planta com flor pertencente à família Boraginaceae. 
A autoridade científica da subespécie é (Arrond.) Blaise, tendo sido publicada em Bot. J. Linn. Soc. 65: 261 (1972).

## Portugal
Trata-se de uma subespécie presente no território português, nomeadamente em Portugal Continental e no Arquipélago dos Açores.
Em termos de naturalidade é nativa de Portugal Continental e introduzida no Arquipélago dos Açores.

## Protecção
Não se encontra protegida por legislação portuguesa ou da Comunidade Europeia.